# Jump In!
Jump In! is een Disney Channel Original Movie uit 2007 onder regie van Paul Hoen.

## Verhaal
Izzy Daniels is een jonge bokser. Zijn vader streeft naar het winnen van de Golden Glove. Zelf ontdekt Izzy een andere ambitie te hebben: aan Double Dutch doen. Izzy moet nu een keuze maken met alle gevolgen van dien.

## Rolverdeling
| Acteur          | Personage       |
| --------------- | --------------- |
| Corbin Bleu     | Izzy Daniels    |
| Keke Palmer     | Mary            |
| David Reivers   | Kenneth Daniels |
| Shanica Knowles | Shauna Keaton   |
| Kim Roberts     | Mevrouw Roberts |
| Paula Brancati  | Gina            |
| Elle Downs      | MC              |
| Sarah Francis   | Aubreena        |
| Kylee Russell   | Karin Daniels   |

## Trivia
- De 69e Disney Channel Original Movie.
- De film werd door 8.8 miljoen mensen bekeken toen het voor de eerste keer werd uitgezonden op Disney Channel.
- De vader van Izzy in de film is in de werkelijkheid ook de vader van Corbin Bleu.
- De eerste clips van de film werd uitgezonden op de The Cheetah Girls tour.
- De eerste teaser trailer werd uitgezonden op de première van Return to Halloweentown op 20 oktober 2006.
- De poster werd uitgebracht tijdens de tour van High School Musical.
- De titel van de film veranderde meerdere keren. Van Jump naar Jump In. Ze veranderden dit iets door het Jump In! te moeten. Later werd het veranderd naar Jump Start!. De officiële titel is nu Jump In!.
- Family Channel vertelde dat de film waarschijnlijk groter zal worden dan High School Musical.
- Keke Palmer was toenmalig 14 jaar terwijl zij in de film dezelfde leeftijd als die van Izzy heeft.

## Filmmuziek
De filmmuziek werd in de Verenigde Staten uitgebracht op 9 januari 2007.
1. "It's On" - NLT
2. "It’s My Turn Now" - Keke Palmer
3. "Push It To The Limit" - Corbin Bleu
4. "Vertical" - T-Squad
5. "Where Do I Go From Here" - Sebastian Mego
6. "Jumpin’" - Keke Palmer
7. "Go (Jump! Mix)" - Jupiter Rising
8. "I’m Ready" - Drew Seeley
9. "Gotta Lotta" - Prima J
10. "Live It Up" - Jeannie Ortega
11. "Jump" - Lil’ Josh
12. "Let It Go" - Kyle